# سیاه‌مرغ سه‌رنگه
سیاه‌مرغ سه‌رنگه (نام علمی: Agelaius tricolor) نام یک گونه از سرده سیاه‌مرغ‌های معمولی آمریکایی است.